# Plataj des Coll Baix
Plataj des Coll Baix är en strand i Spanien.   Den ligger i regionen Balearerna, i den östra delen av landet, 600 km öster om huvudstaden Madrid.